# Angoltanárok Nemzetközi Egyesülete
Az Angoltanárok Nemzetközi Egyesülete (röviden: ANE) (angolul: International Association of Teachers of English as a Foreign Language) egy magyar szervezet az angol nyelv tanulása és oktatása területén.

## Történet
Az ANE anyaszerveztét az IATEFL-t W. R. Lee alapította 1967-ben az Egyesült Királyságban. Lee volt az első elnöke is a szervezetnek 1967 és 1984 között.
Az ANE fő célja a szervezetek és a tanárok között kapcsolat létrehozás és fenntartása. Ezen felül kapcsolatot tart a kiadók, nyelvvizsga központokkal és kutatókkal. Az Egyesült Királyságban David Crystal, nyelvész, 1990-es évek közepétől az IATEFL patrónusa. A nemzetközi szervezet minden tavasszal, míg az ANE minden évben ősszel rendez egy konferenciát. A nemzetközi szervezet körülbelül 4000 taggal rendelkezik több mint 100 országból.
Az ANE, az IATEFL nemzetközi szervezet magyarországi szervezete, melyet Medgyes Péter hozott létre 1990-ben.
2024-ben az egyesület International Association of Teachers of English as a Foreign Language-Hungary-ről Angoltanárok Nemzetközi Egyesületére változtatta a nevét az angol szervezet kérésére.

## Elnökök
Az IATEFL korábbi elnökei.:
| Év        | Elnök                                                                     |
| --------- | ------------------------------------------------------------------------- |
| 2010–2012 | Lindner Zsuzsa (Szabó Lőrinc Két Tannyelvű Általános Iskola és Gimnázium) |
| 2012–2016 | Tartsay Németh Nóra (ELTE BTK Angol–Amerikai Intézet)                     |
| 2017      | Price Beatrix (ELTE BTK Angol–Amerikai Intézet)                           |
| 2018–2020 | Molnár Claudia (Pannon Egyetem)                                           |
| 2021      | K. Horváth Barbara (Bocskai István Református Általános Iskola)           |
| 2022–2024 | Németh László (Pannon Egyetem)                                            |
| 2024–     | Ujlaki János (Euro 2000 Gimnázium)                                        |

## Bizottság
- 2012: Lindner Zsuzsa, Csíky Anna, Gálik Norbert, Kozma Edit, Frank Prescott, Price Beatrix, Tartsay Németh Nóra
- 2013: Tartsay Németh Nóra, Darányi Ildikó, Gálik Norbert, Kozma Edit, Frank Prescott, Price Beatrix, Tamás Katalin
- 2014: Tartsay Németh Nóra, Almási Anikó, Price Beatrix, Frank Prescott, Ildikó Darányi Ildikó, Tamás Katalin, Zságer László Zsolt
- 2015: Tartsay Németh Nóra, Almási Anikó, K. Horváth  Barbara, Katona László, Frank Prescott, Price Beatrix, Zságer Zsolt
- 2016: Tartsay Németh Nóra, Almási Anikó, Éry Anna, K. Horváth Barbara, Katona László, Frank Prescott, Price Beatrix
- 2017: Price Beatrix, Almási Anikó, Éry Anna, J. Tóth Judit, Mészáros Szilvia, Molnár Claudia, Frank Prescott
- 2018: Molnár Claudia, K. Horváth Barbara, Illés Roberta, J. Tóth Judit, Lajtai Ádám, Nagy Nóra, Rézműves Zoltán
- 2019: Molnár Claudia, K. Horváth Barbara, Fekete Gergő, J. Tóth Judit, Németh László, Ujlaki János,
- 2020: Molnár Claudia, K. Horváth Barbara, Fekete Gergő, J. Tóth Judit, Németh László, Ujlaki János
- 2021: K. Horváth Barbara, Molnár Claudia, Ujlaki János, Németh László
- 2022: Németh László,  K. Horváth Barbara, Mezei Fruzsina, Mary Sousa, Ujlaki János, Szakály Patrícia, Wind Attila
- 2023: Németh László, K. Horváth Barbara, Nagy Csenge Johanna, Spissich Boglárka, Ujlaki János, Szakály Patrícia
- 2024: Ujlaki János, K. Horváth Barbara, Molnár Kata, Ősze András, Palasics Ádám, Spissich Boglárka, Takács Nóra
- 2025: Ujlaki János, K. Horváth Barbara, Spissich Boglárka

## Konferencia
Az IATEFL magyarországi szervezete, az IATEFL-Hungary, minden évben szervez egy konferenciát az angol nyelvtanároknak, kutatóknak. A legelső konferencia 1991-ben Kecskeméten került megrendezésre.
| Dátum | Sorszám | Helyszín     | Elnevezés                         | Meghívott előadó                                                                                           |
| ----- | ------- | ------------ | --------------------------------- | --- |
| 1991  | 1.      | Kecskemét    |                                   | Robert Kaplan, Alan Maley                                                                                  |
| 1992  | 2.      | Pécs         |                                   | |
| 1993  | 3.      | Veszprém     |                                   | |
| 1994  | 4.      | Gödöllő      |                                   | |
| 1995  | 5.      | Szombathely  |                                   | [ 19 ] |
| 1996  | 6.      | Eger         |                                   | |
| 1997  | 7.      | Budapest     |                                   | |
| 1998  | 8.      | Szeged       |                                   | |
| 1999  | 9.      | Győr         |                                   | |
| 2000  | 10.     | Budapest     |                                   | |
| 2001  | 11.     | Nyíregyháza  |                                   | Lukács Krisztina, Clive Oxenden                                                                            |
| 2002  | 12.     | Veszprém     |                                   | |
| 2003  | 13.     | Budapest     |                                   | |
| 2004  | 14.     | Szeged       |                                   | |
| 2005  | 15.     | Budapest     |                                   | |
| 2006  | 16.     | Esztergom    |                                   | |
| 2007  | 17.     | Budapest     |                                   | |
| 2008  | 18.     | Balatonfüred | Thinking outside the Box          | [ 22 ] |
| 2009  | 19.     | Budapest     |                                   | Illés Éva, Kiss Tamás, Gordon Lewis, Herbert Puchta                                                        |
| 2010  | 20.     | Zánka        | Standing Out or Being Outstanding | Sally Farley, David A. Hill, Nik Peachey, Medgyes Péter                                                    |
| 2011  | 21.     | Budapest     |                                   | Sheelagh Deller, Jamie Keddie, Graham Stanley, Michael Swan                                                |
| 2012  | 22.     | Eger         | Inspired                          | Michael Carrier, Steve Oakes, Szesztay Margit, Scott Thornbury, Bonnie Tsai, Ken Wilson                    |
| 2013  | 23.     | Budapest     | From Trends to Plans              | Gary Anderson, Bethany Cagnol, Dörnyei Zoltán, George Pickering, Barbara Seidlhofer, Henry Widdowson       |
| 2014  | 24.     | Veszprém     | English for a Change              | Lindsay Clandfield, Komlósi Edit, Medgyes Péter, Jane Petring, Carol Read                                  |
| 2015  | 25.     | Budapest     | Looking forward, Looking Back     | |
| 2016  | 26.     | Kaposvár     | The 3D conference                 | David Evans, Carolyn Graham, Magdalena Kubanyiova, Szesztay Margit, Marjolijn Verspoor                     |
| 2017  | 27.     | Budapest     | The Power of Now                  | Hugh Dellar, Enyedi Ágnes, Evan Frendo, Illés Éva, Harry Kuchah, Linda Ruas                                |
| 2018  | 28.     | Budapest     | Fyling Colours                    | Fenyvesi Anna, Thom Jones, Harry Kuchah, Fiona Mauchline, Steven Lever, Clive Oxenden, Peter Sokolowski    |
| 2019  | 29.     | Budapest     | ENGaged - Spotlight on Learning   | David Crystal, John Hughes, Thom Jones, Sarah Mercer, Tartsay Németh Nóra, Daniel Xerri                    |
| 2021  | 30.     | Veszprém     | 30+1 Birthday Conference          | Dörnyei Zoltán, Medgyes Péter, Navracsics Judit, Uwe Pohl, Rézműves Zoltán, Jasmina Sazdovksa              |
| 2022  | 31.     | Siófok       | New perspectives                  | Rachel Appleby, Martin Jelinek, Kiss Tamás, Kormos Judit, Molnár Claudia, Tartsay Németh Nóra, Sandra Vida |
| 2023  | 32.     | Siófok       | Flow                              | Hugh Dellar, Sandy Millin, Molnár Claudia, Szalai Nóra                                                     |
| 2024  | 33.     | Siófok       | To Infinity and Beyond            | Tartsay Németh Nóra, Sandra Vida, Jen MacArthur, Jamie Keddie                                              |
| 2025  | 34.     | Siófok       | Bloom                             | |

## Kiadványok
Az IATEFL-Hungary 2013 óta jelenteti meg angol nyelvű konferenciakötetét, mely lektorált alkalmazott nyelvészeti tanulmányokat és módszertani cikkeket tartalmaz.
| Megjelenés éve | Cím                                                     | Szerkesztők                                                     | Szerzők |
| -------------- | ------------------------------------------------------- | --------------------------------------------------------------- | --- |
| 2014           | From Trends To Plans                                    | Illés Éva, Jasmina Sazdovska                                    | Illés Éva, Esther Gutiérrez Eugenio, Jasmina Sazdovska, Polyák Ildikó, Dudás Györgyi, Soproni Zsuzsanna, Anna Teräväinen, Varga Zita, Szatzker Orsolya                                                       |
| 2016           | English for a Change                                    | Illés Éva, Jasmina Sazdovska                                    | Helen Sherwin, Jasmina Sazdovska, Illés Éva, Némethné Hock Ildikó, Donald W. Peckham, Furcsa Laura, Sinka Annamária, Szaszkó Rita                                                                            |
| 2017           | Looking forward, looking back                           | Illés Éva, Jasmina Sazdovska                                    | Kontra H. Edit, Susan Holden, Uwe Pohl, Szesztay Margit, Piniel Katalin, Csizér Kata, Nádasdy Ádám, Holló Dorottya, Illés Éva, Reményi Andrea Ágnes, Juliana Patricia Llanes Sanchez, Buzásné Mokos Boglárka |
| 2018           | Dimensions, Diversity, and Directions in ELT            | Illés Éva, Jasmina Sazdovska                                    | Uwe Pohl, Szegedy-Maszák Anna, Szesztay Margit, Szabó Csilla Marianna, Illés Éva, Jasmina Sazdovska, Árva Valéria, Nagy Nóra, Enyedi Ágnes, Lázár Ildikó, Kosior Margarita                                   |
| 2019           | The Power of Now - Teaching and Learning in the Present | Illés Éva, Jasmina Sazdovska, Soproni Zsuzsanna                 | Zsubrinszky Zsuzsanna, Kremzer Viola, Joanna Szőke, Németh László, Jasmina Sazdovska, Soproni Zsuzsanna |
| 2020           | Flying Colours                                          | Illés Éva, Jasmina Sazdovska, Soproni Zsuzsanna                 | Jasmina Sazdovska, Soproni Zsuzsanna, Farkas Árpád, Juhász Litza, Thékes István |
| 2021           | Engaged – Spotlight on Learning                         | Jasmina Sazdovska, Illés Éva, Soproni Zsuzsanna, Farkas Árpád   | Helen Sherwin, Zuraidah Ismail, Wind Attila M., Aradi Csenge, Divéki Rita, Pereszlényi Anna, Soproni Zsuzsanna, Jasmina Sazdovska, Rachel Appleby                                                            |
| 2024           |                                                         | Illés Éva, Soproni Zsuzsanna, Farkas Árpád, Szegedy-Maszák Anna | Wijdene Ayed, Huszákné Vendégh Anna, Uwe Pohl, Aicha Rahal, Schüszler Tamara, Spissich Boglárka, |

A 25 éves évfordulóra, 2015-ben, jelentették meg az addigi konferenciák előadóinak nevét és előadásaik összefoglalóit tartalmazó Repertory című kötetet Medgyes Péter szerkesztésében. 